# Jackie Chan: My Story
Jackie Chan: My Story (conocida en Latinoamérica como Mi historia y en España como Jackie Chan: Mi historia) es una película documental de 1998 realizada por el actor, director y artista marcial Jackie Chan. La película es un resumen de la vida y carrera artística de Chan, desde sus inicios en las artes marciales a comienzos de la década de 1970.

## Sinopsis
El documental cuenta la historia del actor y artista marcial nacido en Hong Kong Jackie Chan, desde sus inicios en las artes marciales hasta su ingreso al cine de Hollywood a mediados de la década de 1990 con su éxito Rumble in the Bronx, repasando películas de alto reconocimiento en Asia como El maestro borracho, The Fearless Hyena y Project A.

## Reparto
- Jackie Chan: él mismo
- Willie Chan: él mismo
- Charles Chan: él mismo
- Stanley Tong: él mismo
- Sammo Hung: él mismo
- Michelle Yeoh: ella misma
- Sylvester Stallone: él mismo
- Yuen Biao: él mismo
- Quentin Tarantino: él mismo
- John Woo: él mismo
- Whoopi Goldberg: ella misma
- Arthur Hiller: él mismo
- Martin Lawrence: él mismo
- Jay Leno: él mismo
- Wesley Snipes: él mismo
- Michael Warrington: él mismo
- Bruce Willis: él mismo (vídeo de archivo)
- Bruce Lee: él mismo (vídeo de archivo)
- Chuck D: él mismo
- Joe Eszterhas: él mismo
- Emil Chau: ella misma
- David Akers-Jones: él mismo
- David Wu: narrador